# SMS Enns (1913)
SMS Enns a Császári és Királyi Haditengerészet monitor típusú hadihajója. Harcolt az első világháborúban is. Testvérhajóra az SMS Inn.

## Építése
Építését 1913-ban kezdték meg és 1914-re fejezték be. 1914. szeptember 9-én bocsátották vízre és ugyanebben az évben október 17-én állították hadrendbe.

## Pályafutása
Hadrendbe állításától fogva részt  vett  az első világháború harcaiban, többször szenvedett súlyos sérüléseket. Több nagyobb tengeri ütközetben is részt vett és hősiesen harcolt. A háború után az angolok elvitték Budapestről és később Jugoszláviának adták, ahol Drava néven állították hadrendbe. Miután a második világháború idején Jugoszláviát megtámadta Németország, 1941. április 12-én három német Ju 87 zuhanóbombázó megtámadta és Dunacséb közelében  elsüllyesztette. 1943-ban a Magyar Folyamőrség alakulatai kiemelték és Újpestre vontatták. Elkezdték az újjáépítését, de befejezni már nem volt idejük. 1946-ban a hajótestet visszavontatták Jugoszláviába, ahol 1949-ben szétbontották.

## Lásd még
- Császári és Királyi Haditengerészet
- első világháború